# Plestiodon latiscutatus
Plestiodon latiscutatus (japanisch オカダトカゲ, Okada-Tokage) ist eine Skinkart der Gattung Plestiodon aus der Unterfamilie Scincinae, die in Japan verbreitet ist. Bezeichnungen der Art im englischen Sprachraum sind Far Eastern Skink und Japanese Five-lined Skink.

## Merkmale
Die Gesamtlänge der Art liegt zwischen 15 und 24 cm mit einer Kopf-Rumpf-Länge von 6 bis 9,6 cm. Sie ist damit wie P. finitimus eine mittelgroße Art der Gattung. Die Grundfarbe ist dorsal dunkelbraun mit fünf weißgelben Längsstreifen.
Der Schwanz ist insbesondere bei juvenilen Tieren blau gefärbt, jedoch variiert die Farbe auch regional stark. In Gebieten, in denen Wiesel oder Schlangen häufig vorkommen, sind diese leuchtend blau, weisen jedoch nur in Gebieten mit vielen Schlangen eine hohe UV-Reflexion auf. In Gebieten, in denen lediglich Wiesel häufiger vorkommen, ist die UV-Reflexion niedriger. Wiesel können blaue Wellenlängen sehen, aber im Gegensatz zu Schlangen kein UV-Licht erkennen, was darauf hindeutet, dass sich die Skinke auf diese Art entwickelt haben, um die Aufmerksamkeit bestimmter lokaler Raubtierarten bestmöglich von ihrem Körper weg auf ihre Schwänze zu lenken. Diese können abgeworfen werden, um einem Raubtier so zu entkommen. In Gebieten, wo vor allem Raubvögel Prädatoren sind, zeigen die Skinke eher unauffällig braune Schwänze, da sich hier Tarnung vermutlich als bessere Überlebensstrategie gegenüber deren scharfen Augen bewiesen hat.

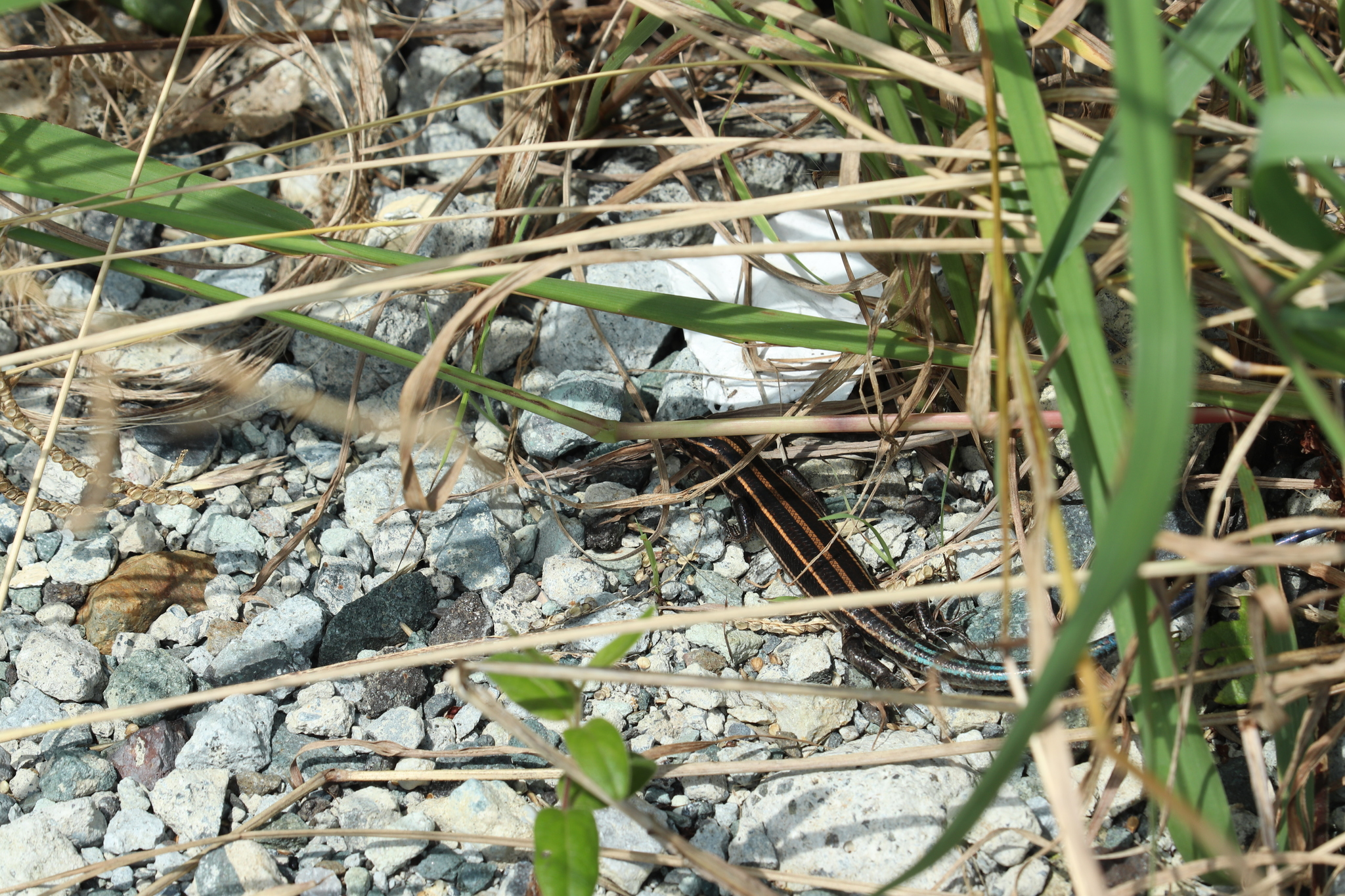
Juveniles Exemplar im Süden der Izu-Halbinsel
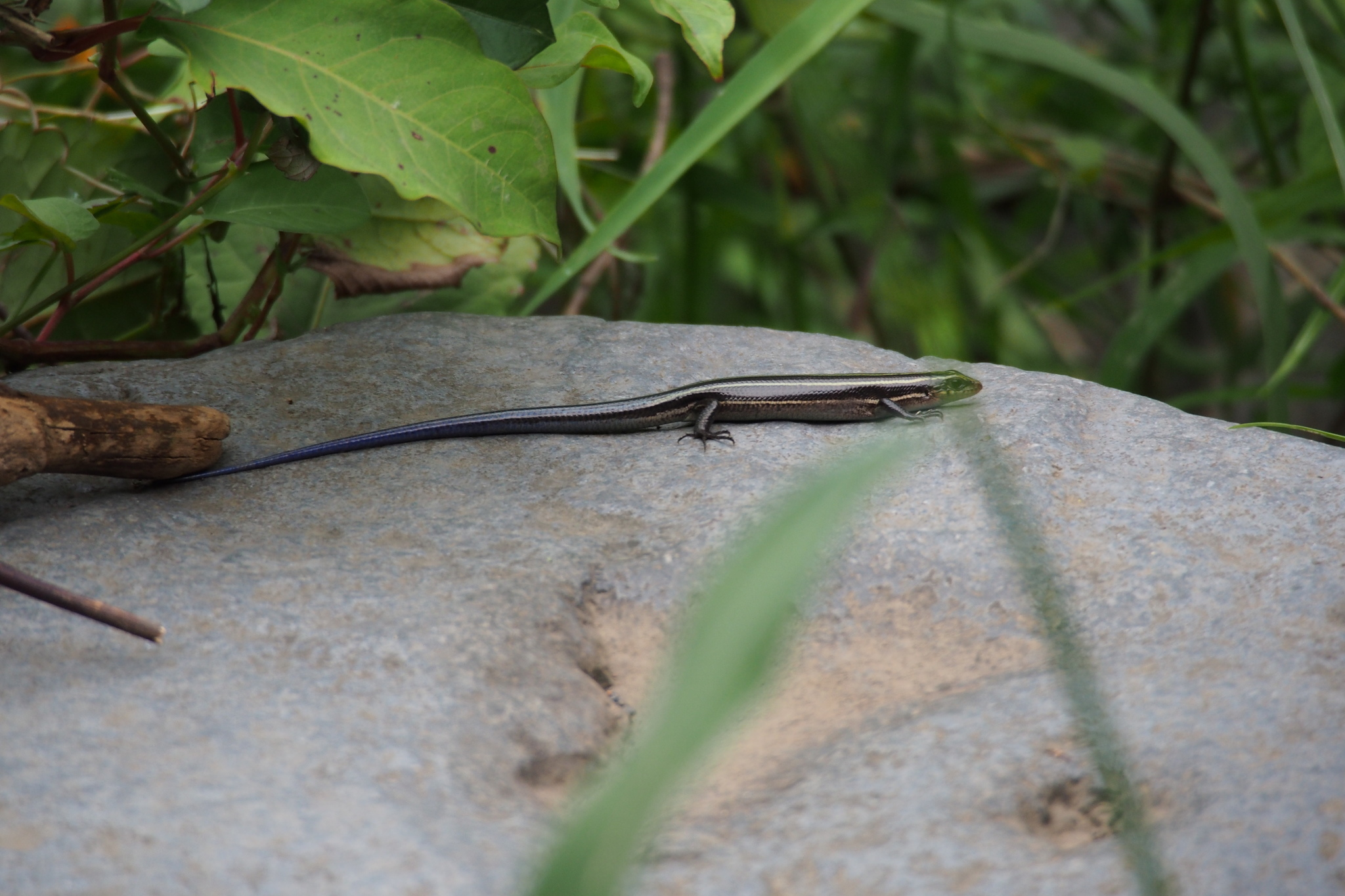
Exemplar mit dunkelblauem Schwanz und deutlichen Längsstreifen auf der Izu-Halbinsel bei Susono
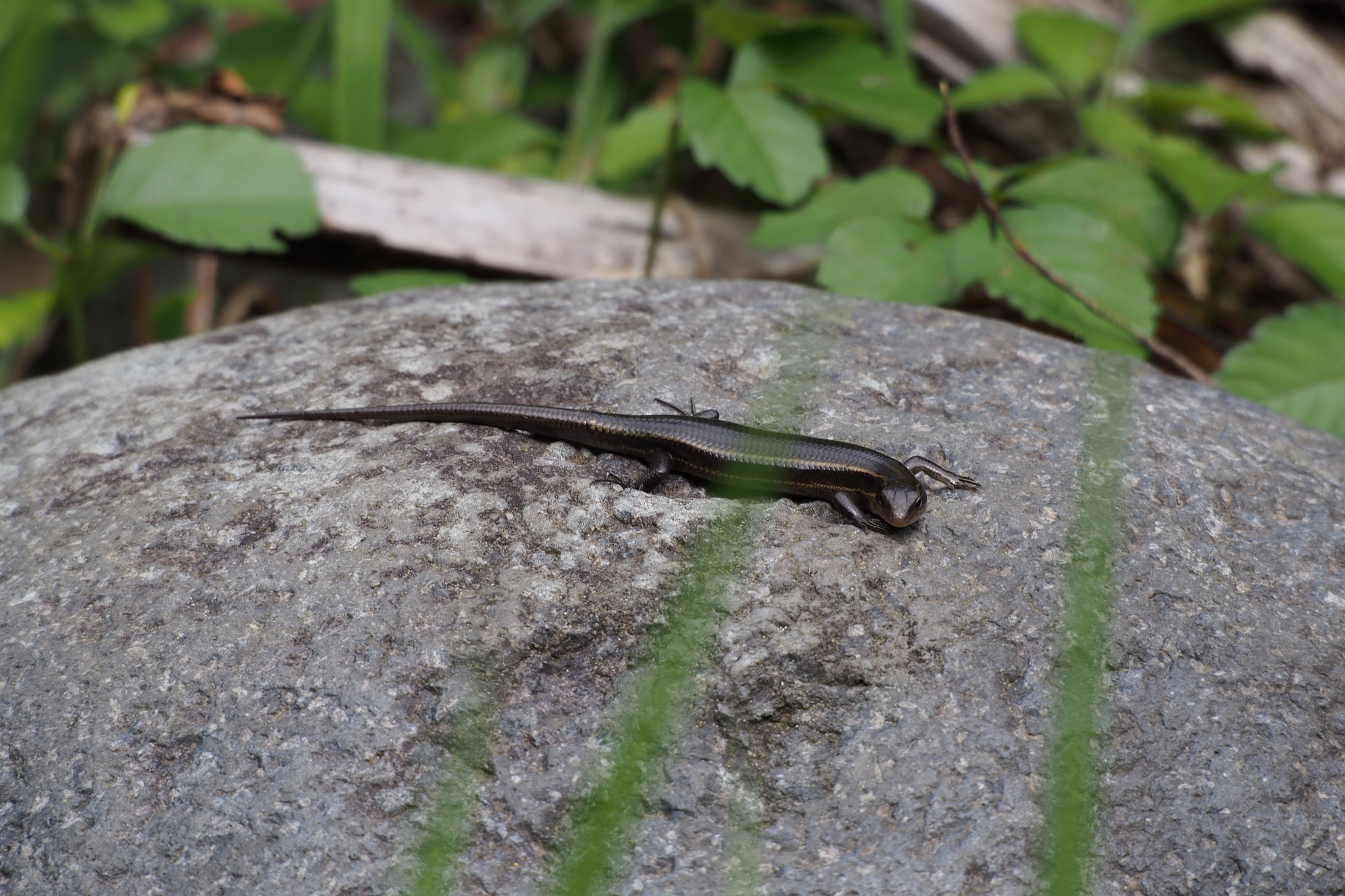
Weiteres, eher einfarbiges Exemplar am gleichen Ort

## Lebensweise
Plestiodon latiscutatus ernährt sich von Wirbellosen wie Spinnen und Regenwürmer. Auf Miyake-jima sind Flohkrebse die Hauptnahrung. Im Sommer fressen die Skinke dort bei zunehmender Nahrungsknappheit auch vermehrt Ameisen. Die Paarungszeit geht von Mitte April bis Ende Mai. Die Weibchen legen alle zwei Jahre Gelege von 4 bis 12 Eiern. Die Männchen der Art zeigen kein Territorialverhalten. Die Lebenserwartung der Skinke ist bis zu etwa 6 Jahre.

## Verbreitungsgebiet und Gefährdungsstatus
Plestiodon latiscutatus ist auf der Izu-Halbinsel und den vorgelagerten Izu-Inseln endemisch. Es existieren auch Berichte über Funde auf der russischen Insel Kunaschir, die jedoch aufgrund der geographischen Entfernung zu den Izu-Inseln möglicherweise einer anderen Art angehören. Plestiodon latiscutatus bewohnt verschiedene Lebensräume und ist beispielsweise an Küstengebieten, auf vulkanischen Kiesböden, zwischen Sträuchern und Felsmauern sowie in immergrünen Primär- und Sekundärwäldern und umliegenden Dörfern zu finden.
Die IUCN stuft die Art als nicht gefährdet („Least Concern“) ein. Die größte Bedrohung stellen auf den Inseln eingeschleppte Raubtiere dar. So wurden beispielsweise Wiesel in den 1950er Jahren auf Hachijō-jima, in den 1970er Jahren auf Miyake-jima und in den 1980er Jahren auf Aogashima eingeführt. Auf Hachijō-jima und Miyake-jima begrenzt sich das Verbreitungsgebiet inzwischen auf wenige Hektar rund um die Dörfer. Auf der nationalen Roten Liste gefährdeter Reptilien Japans wird die Art daher auf diesen drei Inseln als lokal vom Aussterben bedroht eingestuft. Auf Hachijō-jima ist die Population zusätzlich genetisch durch Introgression mit der dort eingeführten Art P. japonicus gefährdet. Darüber hinaus ist auf den Inseln seit den 1980er Jahren ein Rückgang an geeigneten Lebensräumen durch Abriss von Steinmauern für den Straßenbau zu verzeichnen.

## Systematik
Die Art wurde 1861 von dem US-amerikanischen Herpetologen Edward Hallowell erstbeschrieben. Zwischenzeitlich wurde sie der Gattung Eumeces zugewiesen und lange Zeit wurden die auf den Hauptinseln vorkommenden Skinke der Art zugeordnet (heute P. japonicus), wohingegen die Populationen auf den Izu-Inseln zunächst von Stejneger 1907 beschrieben und später als eng verwandte Art Eumeces okadae angesehen wurde, deren Umbenennung in latiscutatus 2003 vorgeschlagen wurde.

### Synonyme
In der Literatur verwendete Synonyme sind zeitlich sortiert:
- Plestiodon latiscutatus Hallowell, 1861
- Eumeces latiscutatus Stejneger, 1907
- Eumeces latiscutatus okadae Stejneger, 1907 (fide Motokawa & Hikida, 2003)
- Eumeces latiscutatus Taylor, 1936
- Eumeces okadae Taylor, 1936
- Eumeces okadae Hikida, 1979
- Eumeces latiscutatus Bauer et al., 1995
- Eumeces latiscutatus Griffith, Ngo & Murphy, 2000
- Eumeces okadae Griffith, Ngo & Murphy, 2000
- Eumeces latiscutatus Szcerbaks, 2003
- Plestiodon latiscutatus Schmitz et al., 2004
- Plestiodon okadae Schmitz et al., 2004
- Eumeces latiscutatus Goris & Maeda, 2004
- Plestiodon latiscutatus Okamoto & Hikida, 2012

### Biogeographie

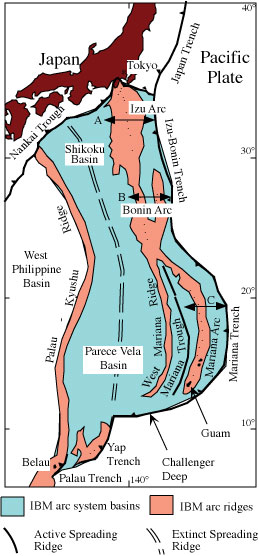
Izu-Bonin-Marianen-Inselbogen mit der Izu-Halbinsel an der Nordspitze

Zwei ähnliche und teils sympatrische Arten sind P. japonicus und P. finitimus. Während P. latiscutatus auf den Izu-Inseln und der Izu-Halbinsel vorkommt, ist P. japonicus im Südwesten Honshūs mit Ausnahme der Izu-Halbinsel, auf Shikoku und Kyūshū sowie umgebenden Inseln verbreitet. Darüber hinaus wurde P. japonicus auf Hachijō-jima als einziger Izu-Insel eingeführt. P. finitimus ist dagegen nördlich von P. japonicus ebenfalls auf Honshū verbreitet, sowie auf Hokkaidō und möglicherweise den russischen Kurilen.
Die Grenze dieser Arten zu P. latiscutatus verläuft auf Honshū im Nordwesten der Halbinsel entlang des unteren Fuji-Flusses südwestlich des Fuji-san und im Nordosten der Halbinsel und südöstlich des Fuji-san entlang dem Sakawa. Diese Grenze stimmt geographisch mit einem ehemaligen Meer überein, von dem man annimmt, dass es bis zum mittleren Pleistozän die Izu-Halbinsel, welche sich an der Nordspitze der Philippinischen Platte befindet, vom Rest der japanischen Hauptinsel Honshū trennte. Dies lässt vermuten, dass sich beide Arten durch die Aufspaltung allopatrisch bildeten und die Artengrenze nach dem Sekundärkontakt im mittleren Pleistozän vor etwa 0,7 Mio. J. in situ auch ohne physikalische Barrieren erhalten blieb. Die Verbreitungsgebiete der Arten überlappen sich nur in einem engen Bereich mit geringem Genfluss, was sich in stark voneinander abweichenden mitochondrialen DNA-Teilsequenzen zeigt. Andere faunistische Beispiele für eine biogeographische Grenze entlang der Izu-Halbinsel gibt es u. a. für Klippenasseln und Schnecken.

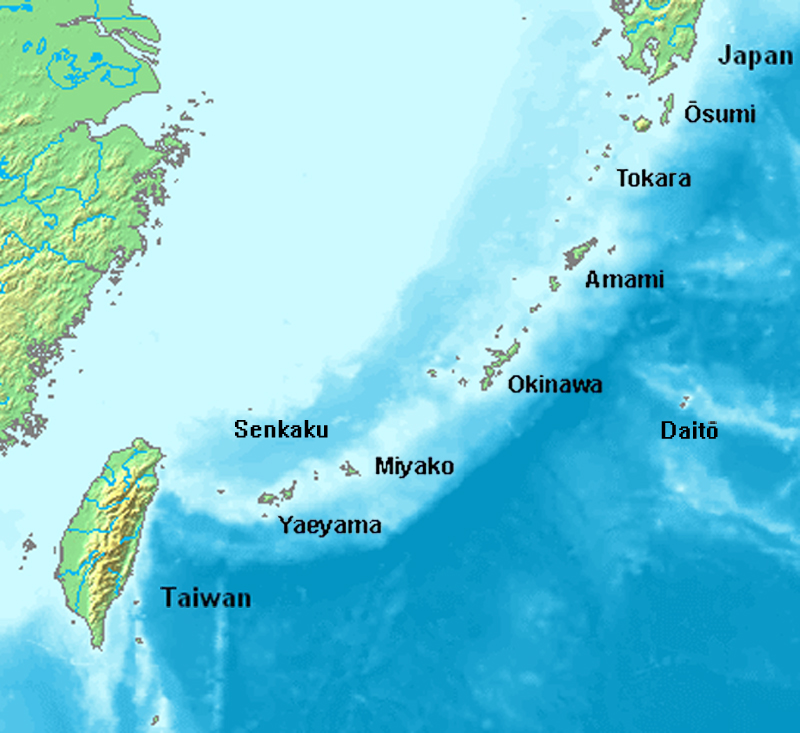
Lage der Nansei-Inselgruppen

Neben diesen drei finden sich innerhalb Japans weitere Arten auf den Nansei-Inseln:
- P. barbouri auf den Amami-Inseln und Okinawa-Inseln
- P. elegans auf den Senkaku-Inseln, sowie Taiwan, Südostchina und Nordvietnam
- P. kishinouyei auf den Miyako- und Yaeyama-Inseln
- P. kuchinoshimensis auf Kuchinoshima im Norden der Tokara-Inseln
- P. marginatus auf den Okinawa-, Amami- und Tokara-Inseln
- P. oshimensis auf den Amami- und Tokara-Inseln
- P. stimpsonii auf den Yaeyama-Inseln
- P. takarai auf vier der Senkaku-Inseln